# Europäische Fernhochschule Hamburg
Die Europäische Fernhochschule Hamburg (Euro-FH) ist eine deutsche private Fernhochschule mit Sitz in Hamburg. Sie nahm 2003 ihren Betrieb auf und bietet unter anderem Bachelor- und Master-Studiengänge in den Bereichen Wirtschaftswissenschaft, Pädagogik und Psychologie an. Die Hochschule ist staatlich anerkannt sowie vom Wissenschaftsrat und der FIBAA akkreditiert. Die Studiengänge werden in der Regel berufsbegleitend absolviert. Sie gehört zur Deutschen Weiterbildungsgesellschaft und ist eine mittelbare Tochtergesellschaft der Stuttgarter Klett Gruppe.

## Geschichte

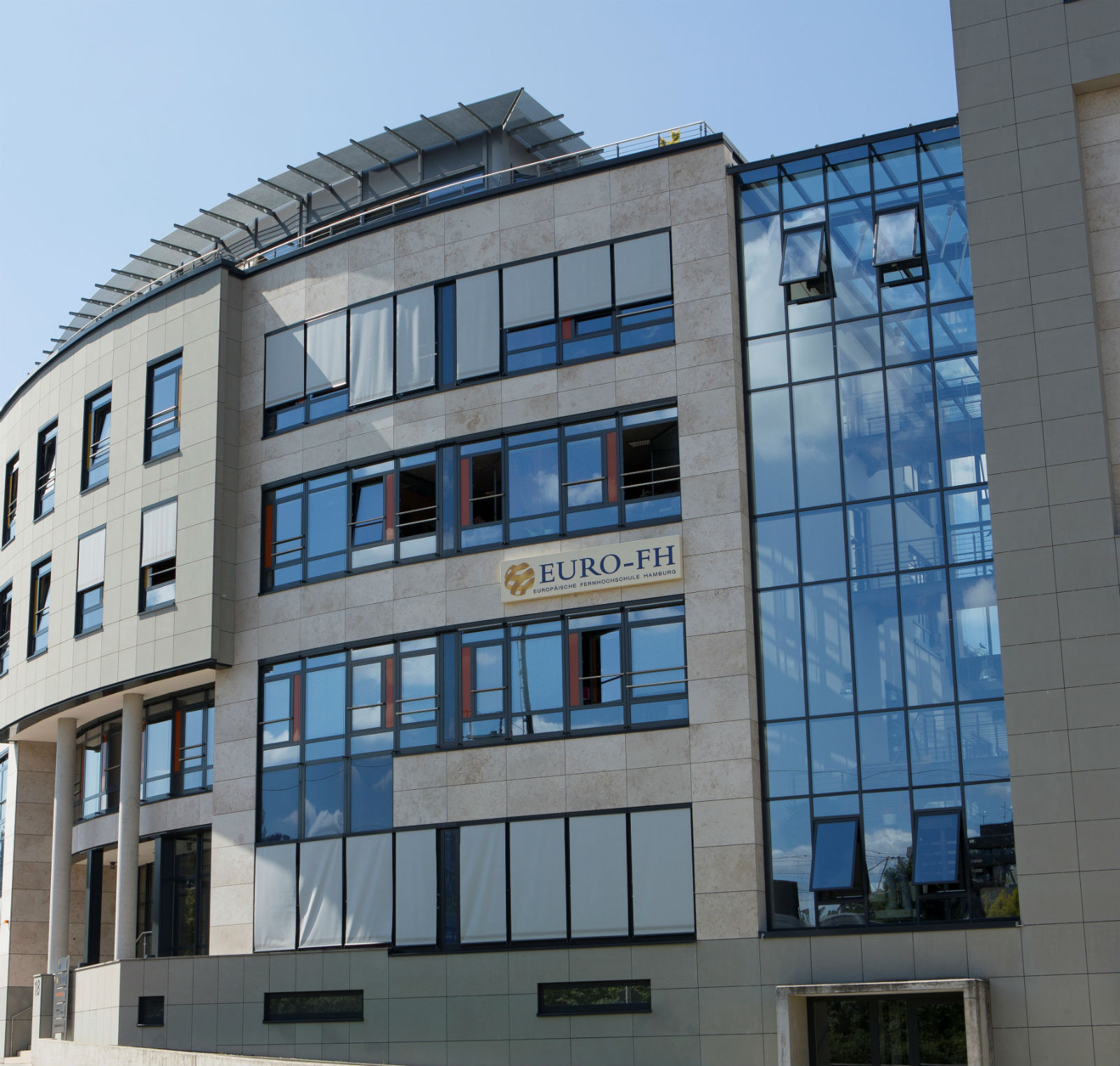
Zentrale der Fernhochschule im Hamburger Stadtteil Rahlstedt (2012)

Die Europäische Fernhochschule Hamburg wurde am 21. November 2001 in der Rechtsform einer Gesellschaft mit beschränkter Haftung ins Handelsregister beim Amtsgericht Hamburg eingetragen. Zweck des Unternehmens war der „Aufbau und (...) Betrieb der in Gründung befindlichen Europäischen Fernhochschule“. Das Unternehmen wurde Teil der Deutschen Weiterbildungsgesellschaft, zu der auch das Institut für Lernsysteme sowie die Fernakademie für Erwachsenenbildung gehören. Im März 2003 wurde die Hochschule durch Beschluss der Hamburger Behörde für Wissenschaft und Forschung staatlich anerkannt. Er wurde im August desselben Jahres durch den Senat der Freien und Hansestadt Hamburg noch einmal bestätigt. Die Europäische Fernhochschule Hamburg begann anschließend, den Studiengang „Europäische Betriebswirtschaftslehre“ durchzuführen.
Zum ersten Präsidenten wurde Jens-Mogens Holm ernannt. Von Beginn an konnte das Studium an der Hochschule gemäß dem Hamburgischen Hochschulgesetz unter bestimmten Voraussetzungen auch ohne Hochschulreife absolviert werden. Ein Jahr nach der Gründung verzeichnete man rund 1.000 Studenten. 2004 führte die Europäische Fernhochschule Hamburg ihren ersten MBA-Studiengang ein. Außerdem wurden Kurse in Bereichen wie zum Beispiel Marketing oder Controlling angeboten, die zwischen vier und zehn Monaten dauern. Die erreichten Credits konnten später auf ein Studium angerechnet werden.
In den Jahren 2003 bis 2005 wurde in Peking ein Studienzentrum eingerichtet, an dem Studenten einen Auslandsaufenthalt absolvieren können. Zwei Jahre später bezog die Europäische Fernhochschule Hamburg gemeinsam mit Schwestergesellschaften wie zum Beispiel dem Institut für Lernsysteme und Fernakademie für Erwachsenenbildung ein gemeinsames Gebäude in Hamburg-Rahlstedt. Seitdem zählt Rahlstedt zu den wichtigsten deutschen Standorten für Fernschulen. Ferner arbeitet die Europäische Fernhochschule Hamburg seit 2005 mit Partnerhochschulen im Ausland zusammen. Derzeit sind es acht, unter anderem aus China, den Vereinigten Staaten und Großbritannien.

Logo der Euro-FH bis 2010

2010 hatte die Europäische Fernhochschule Hamburg über 5.000 Studenten. Im selben Jahr lobte man im Rahmen einer Kooperation mit der Fakultät für Erziehungswissenschaften der Universität Bielefeld erstmals ein Promotionsstipendium aus. 2012 nahm man einen aktualisierten Online-Campus in Betrieb, der unter anderem virtuelle Arbeitsgruppen umfasste. Später führte die Europäische Fernhochschule Hamburg außerdem ein Angebot ein, das auch Vorlesungen am Standort in Hamburg beinhalten kann. 2012 hatte die Stiftung Warentest in einem anderen Test einen Fernlehrgang für Betriebswirtschaft mit der Note 1,8 bewertet.

## Organisation
Das Präsidium besteht aus einem Präsidenten und maximal vier Vizepräsidenten. Der Präsident und mindestens einer der Vizepräsidenten müssen Professoren der Hochschule sein. Während der Präsident das Präsidium leitet und die Europäische Fernhochschule Hamburg nach außen vertritt, fungieren derzeit zwei der Vizepräsidenten gleichzeitig als Geschäftsführer der Trägergesellschaft. Die Verwaltung der Hochschule wird von einem Kanzler geleitet, den die Trägergesellschaft vorschlägt. Die Selbstverwaltung der Europäischen Fernhochschule Hamburg nimmt der Senat wahr, dem acht Professoren angehören. 2013 beurteilte der Wissenschaftsrat die Leitung, Organisation und Verwaltung als „weitgehend hochschulgemäß und in sich konsistent“.
Die Hochschule wird von einem Kuratorium in wissenschaftlichen und wirtschaftlichen Fragen beraten. Darüber hinaus hat sie einen Expertenbeirat „Finance und Management“ mit hochrangigen Vertretern aus Wissenschaft und Praxis installiert, der die Hochschule in wissenschaftlichen und wirtschaftlichen Fragestellungen berät, um die Zusammenarbeit zwischen Wissenschaft und Praxis aktiv zu fördern.

## Forschung
Die Forschungsschwerpunkte der Hochschule sind in den Bereichen „Psychologie“, „Gesellschaft, Bildung & Soziales“ sowie „Wirtschaft, Digitalisierung & Management“ angesiedelt und werden in Forschungsclustern zusammengefasst. Professoren und wissenschaftliche Mitarbeiter gehen ihren Forschungsaktivitäten sowohl im Rahmen individueller Einzelprojekte als auch in interdisziplinären Forschungsclustern in Kooperation mit Partnereinrichtungen nach. Die an der Euro-FH eingerichteten Forschungscluster sind:
- Human Resource Management und Corporate Learning im Zeichen der Digitalisierung (HRCL)
- Lebenslanges und selbstgesteuertes Lernen (LSL)
- Zukunft von Wirtschaft, Digitalisierung und Management (ZWDM)
- Psychische Gesundheit und Resilienz in Arbeit, Bildung und Gesundheitsversorgung

## Studiengänge
Derzeit (08/2022) bietet die Euro-FH 44 Bachelorstudiengänge, 36 Masterstudiengänge sowie über 100 Zertifikatslehrgänge an. Die Europäische Fernhochschule Hamburg arbeitet ohne Semesterbetrieb. Eine Ausnahme bildet lediglich der Bereich Abendstudium, in dem die Bachelorstudiengänge „Psychologie (B.Sc.)“ und „Betriebswirtschaftslehre & Wirtschaftspsychologie (B.A.)“ mit begleitenden Vorlesungen in Hamburg absolviert werden können. Dieses kann jeweils zum 15. März oder 15. September aufgenommen werden. Die Europäische Fernhochschule Hamburg stellt allen Studenten das für ihren Studiengang notwendige Material zur Verfügung. Studenten werden von Lehrbeauftragten – sogenannten Tutoren – betreut, die zum Beispiel auch eingesandte Aufgaben kontrollieren. Prüfungen werden in zwölf Zentren durchgeführt, davon zehn in Deutschland sowie an jeweils einem Standort in Österreich (Wien) und der Schweiz (Zürich). Darüber hinaus können Studenten im Ausland Klausuren auch an deutschen Konsulaten und Botschaften, Goethe-Instituten und anerkannten Deutschen Schulen ablegen. Prüfungen und Klausuren können seit Beginn der Covid-19-Pandemie auch online mittels Proctoring abgelegt werden.

## Kooperationsbeziehungen und Partnerhochschulen
Die Euro-FH unterhält Partnerschaften und Kooperationsbeziehungen zu Hochschulen im In- und Ausland:
| - State Grid Corporation of China, Peking, China - East China University of Science and Technology, Shanghai, China - Universität Bielefeld, Deutschland - Apollon Hochschule, Bremen, Deutschland - Wilhelm-Büchner-Hochschule, Darmstadt, Deutschland - International Business Academy, Kolding, Dänemark | - London South Bank University, Großbritannien - Europäische Józef-Tischner-Hochschule, Krakau, Polen - Universidad de Las Palmas de Gran Canaria, Spanien - Suffolk University, Madrid, Spanien - Suffolk University, Boston, USA |

An den Hochschulen außerhalb Deutschlands sind im Rahmen der Bachelor- und Masterstudiengänge internationale Seminare vorgesehen.
Zusammenarbeit mit dem Ziel des Austauschs und der Weiterentwicklung von Studiengängen/Kursen bestehen darüber hinaus auch mit dem Institut für Lernsysteme (ILS) sowie der Fernakademie für Erwachsenenbildung (beide ebenfalls Unternehmen der Klett Gruppe), dem Fraunhofer-Institut für Materialfluss und Logistik (IML) und Anbietern von Fach-Lehrgängen und Weiterbildungen wie Eins Plus und ABELS KALLWASS STITZ.